# Norair Nurikjan
Norair Aram Nurikjan (buł. Нораир Арам Нурикян, ur. 26 lipca 1948 w Sliwenie, zm. 11 marca 2025) – bułgarski sztangista, dwukrotny mistrz olimpijski, wielokrotny medalista mistrzostw świata i Europy.

## Kariera
Miał ormiańskie korzenie. Startował w wadze koguciej (do 56 kg) oraz piórkowej (do 60 kg). Pierwszy sukces osiągnął w 1969 roku, kiedy podczas mistrzostw Europy w Warszawie zdobył brązowy medal. Na rozgrywanych dwa lata później mistrzostwach świata w Limie także zajął trzecie miejsce, plasując się za Japończykami: Yoshiyukim Miyake i Kenkichim Andō. W 1972 roku wystartował na igrzyskach olimpijskich w Monachium, gdzie triumfował w wadze piórkowej, wyrównując jednocześnie rekord świata. Na rozgrywanych cztery lata później igrzyskach w Montrealu był najlepszy w wadze koguciej, ustanawiając wynikiem 262,5 kg nowy rekord świata. Zwyciężając na igrzyskach został równocześnie dwukrotnym mistrzem świata. W międzyczasie zdobył też srebrny medal na mistrzostwach świata w Hawanie (1973) i brązowy podczas mistrzostw świata w Manili (1974). Łącznie zdobył pięć medali mistrzostw Europy: złoty w 1976 roku, srebrne w latach 1972 i 1973 oraz brązowe w latach 1971 i 1974.
Pobił cztery oficjalne rekordy globu.